# 托賈湖
托賈湖是俄羅斯的湖泊，位於圖瓦共和國內，面積51.6平方公里，座標52°24′N 96°30′E / 52.400°N 96.500°E，水位在6月最高、3月和4月最低，水位變動約1.4米，在每年11月上旬開始結冰，直至5月下旬。